# バーザム
バーザム（BARZAM）は、「ガンダムシリーズ」に登場する架空の兵器。有人操縦式の人型機動兵器「モビルスーツ（MS）」の一つ。初出は、1985年放送のテレビアニメ『機動戦士Ζガンダム』。
作中の軍事勢力のひとつである地球連邦軍の軍閥「ティターンズ」の量産機。劇中では目立った活躍はしていないが、複数の後発作品や資料で非常に多くの設定が与えられている。
デザインのフィニッシュワークは岡本英郎。
本記事では、設定の変遷と、外伝作品などに登場するバリエーション機についても解説する。

## 設定解説
ジムIIなどに代わるティターンズの量産機。ティターンズが多数投入していた可変MS・MAなど、高コストで操縦困難な機体群とは別に、一般兵向けに開発された汎用MSであるが、従来のジムやザク系とはまったく異なる外見を持つ。設計はガンダムMk-IIを参考にしている（「#ガンダムMk-IIとの関係」を参照）。開発はティターンズのニューギニア基地。
頭部には大口径のモノアイカメラと鶏冠状の長いアンテナを持つ。構造は極端な軽量化と簡略化がなされ、コストパフォーマンスにも優れているという。カラーリングはブルー。

### 武装
ビーム・ライフル
砲口が2本の爪のようなカバーで挟まれている独特の形状で、ハイザックやマラサイのものと異なりEパックを使用していない。持ち方も普通の武器と違い、右腕の外側に逆手で構える。ライフル後部からはケーブルが伸び、肩（あるいは上腕部とも取れる位置）のマウントラッチに接続して使用するが、第38話のみ接続せずに使用している。使用前はケーブルを伸ばさず、肩に引っかけたまま固定できる。
後述のウェブ企画『A.O.Z Re-Boot』では、解放型バレルとシールドが一体化した武装とされる。
ビーム・サーベル
左右の前腕部に各1基ずつ内蔵されている。使用時には前腕部アーマーがスライドし、反対の腕で抜刀する。
60mmバルカン・ポッド
後頭部と左右側頭部にラッチがあり、ガンダムMk-IIのものと同一構造のバルカン・ポッドを装着できる。形状はMk-IIのものと若干異なるが、後述の近藤版やバーザム改では同一のものになっている。なお、劇中でも多くの機体が装備しているもののバルカン砲を発射している場面はない。
グレネード・ランチャー
劇中未登場の武器。根元から折れる砲身に弾丸を装填できるようになっている。初出は放送終了後に発刊されたムック『PROJECT Ζ』掲載の模型作例用にデザインされたオリジナル武器で、製作した草刈健一の案を元に岡本英郎がデザインを描き起こした。後に岡本が描いた別のイラストで、よく似た武器を持ったバーザムが描かれている。2014年発売のROBOT魂バーザムには、携行武器としてこれをベースにしたものが付属し、ビームライフルの側面に接続できる仕様となっている。
メガ・ランチャー
小説『ADVANCE OF Ζ 刻に抗いし者』にてプリシア・ブラシウ機が運用しているハイザック用大型ビーム兵器。本来はMS2機分のジェネレーター出力が必要だが、作中ではジャンクとなったハイザックの胴体パーツをメガランチャーに固定することにより、単体運用が可能なように改造されている。
そのほか、マラサイやジムIIなどのMSの兵装も運用できるという設定もあるが、映像中でバーザム固有の武器以外の運用は描かれていない。漫画『機動戦士ゼータガンダム1/2』ではガンダムMk-IIやジムIIのビーム・ライフルを装備した機体が見られるほか、小説『ADVANCE OF Ζ 刻に抗いし者』ではメガ・ランチャーやシールドを使用する例もあった。
漫画『機動戦士ガンダムUC 『袖付き』の機付長は詩詠う』では、盗賊が搭乗するハイザックのうち1機がバーザムのビーム・ライフルを携行している（第6話）。

### 劇中での活躍
『機動戦士Ζガンダム』では、第35話で新型機としてアレキサンドリアに配備され、それ以降もマラサイに続く量産機としてアウドムラへの攻撃や各宙域での戦闘に登場する。火力や機動性はガンダムMk-IIに引けを取らず、密集隊形をとる集団戦で真価を発揮したという設定もあるが、映像中で目立った活躍を見せる機会は少なかった。ハイザックやガルバルディβ、マラサイと違い、ジェリド・メサなどの主要な登場人物が搭乗したことはない。名前のあるパイロットとしてハミルがいるのみである。
運用された時期は、映像で確認できる範囲では0087年11月ごろからティターンズ崩壊までの3 - 4か月程度となる。ただし、ハイザックやマラサイと異なり、以降の宇宙世紀を舞台とする映像作品では一切登場していない。
性能面で特徴がないことや、機体構造が既存のものと異なっているなどを理由に制式な量産がされていないとする資料も一部存在するが、登場回数そのものは特に少ないわけではない。
小説・漫画『機動戦士Ζガンダム外伝 審判のメイス』では、グリプス戦役後に連邦軍へ配備された機体が登場。小説版では「鹵獲バーザム」と呼ばれる。白を基調としたトリコロールに塗装され、宇宙世紀0089年の「審判のメイス」阻止作戦に参加するサラミス改級巡洋艦「シラクサ」「カタニア」にジムIIIとともに複数搭載され、出撃する。
漫画『機動戦士ガンダムUC 『袖付き』の機付長は詩詠う』第7話・第8話では海賊によって運用され、ベースジャバーに乗りながら戦うが、バイアラン・カスタムによってガウの砲台ごと撃破される。

### ガンダムMk-IIとの関係
デザイン面で他の機体との共通点が乏しいことは『ガンダム・センチネル』でも指摘されているが、岡本への指定はザクに代わる敵機体という位置付けであり、ガンダムMk-IIと関連付ける設定は伝えられていない。1990年代以降のバーザムを掲載している資料のほとんどにあるガンダムMk-IIと結びつける設定も、作品中で語られたものではない。後述の近藤和久の漫画でガンダムMk-IIに近づけられたのも、この設定の存在を前提としたものではなく、漫画独自のアレンジだった。
この「ガンダムMk-IIをベースにしている」という設定は古くは放送終了直後に発刊されたモデルグラフィックス別冊ムック『PROJECT Ζ』（大日本絵画）ですでに見られるが、1997年の『データコレクション』（メディアワークス）以前の資料集では掲載していない例もあった。
その表現も媒体ごとに若干相違が見られ、参考にしているという程度の表現のものもあれば、明確にベースにしているというものも多く、さらなる総合性能の向上がはかられているというものや、「後継機」という表現をしたものもある。外見がまったく異なることに言及しているものもあり、その理由としてティターンズ系技術者によって設計が変更されたためという説明を与えているものもある。
後述の『ガンダム・センチネル』や『A.O.Z Re-Boot』での設定も、それぞれ異なるアプローチでガンダムMk-IIとの関係を示すものとなっている。

### 股間パーツの形状
股間パーツの形状について、設定画稿の解釈が2種類存在した。前者は「メガ粒子砲やスラスターのような窪んだ形状」とするもので、後者は「平面のパーツの右上に突起物がある」とするものであった。岡本の意図は明確に後者であることが2015年以降にインターネット上で明らかにされ、2017年発売のプラモデル「HGUCバーザム」では後者となっている。この判断は2016年放送のアニメ『ガンダムビルドファイターズトライ アイランド・ウォーズ』の描写に加え、岡本の見解が明らかなことも踏まえたものである。
アニメ中では初登場回である第35話をはじめ、ほとんどのシーンで窪んでいるか、描かれ方が曖昧で判別困難であるが、第45話のゼダンの門崩壊シーンでマラサイと共に倒れてそのまま破壊されるバーザムは平面的な描かれ方をしている。『ニュータイプ100%コレクション4 機動戦士Ζガンダム メカニカル編 2』43ページのように、版権イラストでも明確に窪んだ形状を採用していた。一方、最初期の模型作例である『PROJECT Ζ』掲載の作例は平面的に造型されている。
2009年までは窪んでいると解釈するものが多く、後述のバーザム改などのバリエーションもすべてこの解釈に準じるデザインだったが、2010年の「SDガンダムバインド」で立体化されたものは平面型であり、これ以降は立体商品やカードのイラストで平面型のものが混在するようになる。2014年発売の「ROBOT魂」版では両方のタイプが付属し、選択できる仕様としていた。2016年に『A.O.Z Re-Boot』で発表されたものもティターンズ仕様は平面型・レジオン仕様は窪み型にそれぞれ描かれており、作品上で2種類が明確に共存している。
2015年には、ロックバンド「オワリカラ」のタカハシヒョウリが「このパーツは凸型であり、用途はエネルギーチューブの差し込み口」との説明を岡本から直接受け、自身のTwitterにて発表した。股間部の形状と機能についてデザイナーの見解がはっきりしたのはこれが初めてであり、より正確にはエネルギーの給油口を意図したものである。前述の『アイランド・ウォーズ』には、この情報を反映する形で平面型の機体（ガンプラ）が登場し、89式ベースジャバーと突起物を介してケーブルで接続されている描写があった。HGUCバーザムの説明書では、機能は明記していないが「ソケット状のパーツ」があると説明している。
なお、前述の第35話のメカ作画を担当していた西村誠芳は、自身が窪んだ形で作画して周囲から指摘されるまで気づかなかった旨を、2017年に自身のTwitterにて明かしている。

### 『A.O.Z』シリーズでの登場
2005年に雑誌企画『ADVANCE OF Ζ ティターンズの旗のもとに』において、藤岡建機によってテレビ版と異なるデザイン（後述のバーザム （A.O.Z ver.））のイラストが描かれたほか、同作中にバーザムに繋がる用途・デザインの装備も複数登場した。同作ではガンダムTR-1［ヘイズル・アウスラ］と関係があることも示されていた。
『ADVANCE OF Ζ 刻に抗いし者』で、宇宙世紀0087年7月のニューギニア基地での戦いが描かれた際は、グリプスの主力機計画が移管されてきたものとしてバーザムの試作機が登場しているが、量産計画はすでにキリマンジャロ基地に移ったと説明されている。この試作機はアニメよりかなり早く登場しているが、本格的に登場するようになるのは本作でも10月以降である。これ以降は終戦まで多数の量産機が配備され、エースパイロットが搭乗する機会こそ損なわれたが、反ティターンズ側も含めて通算で7名ものパイロットがバーザムに乗っており、それぞれの機体が活躍している。これは量産機の多数登場する本作でも異例の扱いであり、作者の神野淳一自身もバーザムに個人的な思い入れが強いことを語っている。本作での模型作例はアニメ版をベースに、「A.O.Z Ver.」のデザインを一部取り入れた独自のアレンジがされているが、挿絵に描かれたものはテレビ版のデザインだった。宇宙世紀0089年の戦いを描いた番外編『審判のメイス』では、前述の通り「鹵獲バーザム」が登場する。
2016年に『A.O.Z Re-Boot』で、"A.O.Z ver." とほぼ同デザイン（体型や細部は変化している）のものが改めて描かれ、同時に多数の設定が公開された（後述）。同作ではバーザムを中心にジム・クゥエルからジェガンにまで続く系譜図が記載され、多くの既存設定と結びつけられている。この系譜図でのバーザムはアニメ版寄りに描かれており、また後述のバーザム改も「高級化先祖帰り」のバリエーション機とされている。

### 『ガンダムビルドファイターズ』での登場
アニメ『ガンダムビルドファイターズ』シリーズで、バーザムはガンプラとして何度か登場しているが、『ガンダムビルドファイターズトライ』第10話には現実世界では発売されていなかったHGUCバーザムの箱が登場し、そのボックスアートは現実のHGUCガンダムMk-II（ティターンズ仕様）のパロディとなっていた。その2年半後、2017年に現実世界で発売されるHGUCバーザムのボックスアートは、この架空の商品の構図をさらに模倣し、再現したものとなっている。前述の通り、この『アイランドウォーズ』に登場した個体はプラモデル化の際に股間部の形状の判断材料ともなっており、本シリーズでの登場が現実での商品展開に直接影響することになった。

現実でのプラモデル発売後、配信短編『ガンダムビルドファイターズ バトローグ』第2話でヴァイスバーザムという独自のバリエーションが登場するに至った。このヴァイスバーザムのカラーリングはエゥーゴ仕様ガンダムMk-IIに合わせたものとなっており、同時に登場したドムなどの機種もすべて同じカラーリングで統一されていた中で、この機体のみ独自の名称を設定され、プラモデルでの商品化が決定されている。

### 備考
バーザムがニューギニア基地の開発という設定はムック『PROJECT Ζ』などに見られ、型式番号の15もニューギニア基地を意味するものと『ガンダム・センチネル』などで設定されている。ニューギニア基地そのものはアニメのセリフで登場するだけで、『刻に抗いし者』で登場するまではほとんど設定が存在しなかった拠点である。
本機はガレージキットが数度にわたって「B-CLUB」からリリースされている。中には独自のアレンジもあり、最初にリリースされた製品はモノアイの代わりにガンダム風のデュアルアイを選択でき、ビームライフルは順手で保持するようになっていた。また、2010年に発売された製品はデザインそのものが大きくアレンジされている。

## バーザム（漫画『機動戦士Ζガンダム』）
雑誌「コミックボンボン」に連載された漫画『機動戦士Ζガンダム』（作画：近藤和久）に登場する、漫画版独自のアレンジがされたバーザム。ガンダムMk-IIの量産型のような機体と設定されている。近藤和久によるアレンジが顕著な機体の一つであり、近藤版などと呼ばれる。
体型はオリジナルと大差ないが、全体的に鋭角的なデザインになっている。顔面部がデュアルアイに変更されるなどガンダムタイプの要素が加わり、腕や足首はガンダムMk-IIと全くの同型。武器はハイザック（マラサイ）のビームライフルを装備し、シールドと頭部バルカンポッドはガンダムMk-IIと同じものを使用している。
近藤の手によるデザインも2種類あり、初期版であるボンボンコミックス版のカバー折り返しには、アレンジされながらも胴体はテレビ版とほぼ同じ形状になっている機体のカラーイラストが掲載されている。
型式番号
型番は原作通りRMS-154であり、ボンボンコミックス版ではページ内にもRMS-154の型番が明記されているが、メディアワークスから復刻された単行本第3巻の164ページに掲載された設定画には［RMS-115］BARZAMと記載されている。この番号はボンボンの単行本にもバンダイから復刻されたものにもなく、メディアワークス版にしか存在しない。メディアワークス版も巻末の機体解説ではRMS-154のままである。

## バーザム改
雑誌企画『ガンダム・センチネル』に登場させる際、デザインをリファインされたバーザム。それに際して設定も変更・加筆され、「ガンダムMk-IIを元にした量産機」という設定が明確にされている。初出は「モデルグラフィックス」1989年2月号に掲載された漫画『ゼク・アイン・コミック』。『センチネル』に「"The day before"」として収録されている。
『センチネル』においてはバーザムのデザインと設定そのものが変更されたものであり、後継機などとみなす記述は存在しない。ただし、同書でも記事名が「バーザム（リファイン版）」となっており、テレビ版との区別が行われていた。
後述する経緯により、「バーザム改」という名称が生まれ、通常のバーザムとは別個のバリエーションとして扱われるようになったが、これは『センチネル』での扱いとは異なるものである。

### バーザム（リファイン版）
以下は『ガンダム・センチネル』での設定であり、元となったテレビ版の設定と重複する部分もある。
グリプス戦役の激化に伴い、機体数の不足や、強化人間用といえるほどのMSの極度の高度化といった問題が生じていた。これに対応するため、低コスト化および一般兵向けを意図して開発されたMSである。この要求は急務であったため、既存のMSを基にすることになり、ティターンズの地球至上主義とも合致する純連邦技術製のガンダムMk-IIがベース機として選ばれた。しかし最終設計は、ニューギニア基地の旧ジオン系スタッフの手で行われた。完成した本機はガンダムMk-IIの性能を受け継ぎ、他の連邦軍MSオプションのほとんどを使用できる、互換性の高い高性能汎用量産機となった。
主力量産機と設定されており、作中に登場するのも厳密にはティターンズ機ではなく、連邦軍教導団の機体である。主武装はMk-IIのビームライフルにグレネードを取り付けたもので、これはゼク・アインに装備されたものとほとんど同型である。また、Mk-IIと同型の武器としてバックパックのビームサーベルや、背面ラックにマウントできるハイパーバズーカと頭部バルカンポッドが設定されている。
表記上の性能は、スラスターの総推力（20,300kg×4、合計81,200kg）や姿勢制御用バーニアの個数（8基）がテレビ版と異なっている。このほか、『センチネル』では重量や全高の桁数が増えているためにわずかながら変動がある。しかし、『ROBOT魂』バーザムが発表された2013年以降、バーザム改もテレビ版とほぼ同一のスペックで表記されるようになっている。
デザインはカトキハジメ（当時は「かときはじめ」名義）。設定に合わせ、バルカンポッド、バックパックや腕部、脚部がガンダムMk-IIと同型になっている。頭部・胴体・腰アーマーもテレビ版バーザムの意匠を引き継ぐ一方で大きく変更され、異形の姿ではなくなった。モノアイはジオン系技術の名残と設定されているが、ほかにジオン系らしい意匠は見られない。
作中ではペズン防衛隊として反乱部隊のゼク・アインを相手に奮戦するも敗北する。

### 「バーザム改」の成立経緯
玩具『GUNDAM FIX FIGURATION』 (GFF) における商品化（ガンダムMk-IIティターンズ仕様機とのコンバーチブル）の際にリデザインされ、体型やマーキングの変更がされ、同時に「バーザム改」という名前が商品に使用されたが、「バーザム改」の名の示すような改造機という設定が与えられたわけではなく、この商品に記載された設定やカトキハジメのコメントでも単に「バーザム」と呼ばれている。なお、この商品記載の設定は『ガンダム・センチネル』と異なっており、ガンダムMk-IIの影響は示されているが、直接の量産機との明言がなくなっている。
その後、以下のように一部媒体で、本機もしくは本機と思われるものに説明が与えられていた。
ガンダムウォー『U-179 バーザム改』
カード記載の設定で、「部品の流用が困難だったバーザムを改良したもの」とされている。しかし、『ガンダムウォーネグザ』で同イラストを使用した『10D/U BK176N バーザム改』にこの記述は無い。
角川書店『データガンダム キャラクター列伝「宇宙世紀編II］』
99ページ「MSVの変遷〈一年戦争以降〜シャアの反乱・地球連邦軍編〉」の一覧表に、『センチネル』出典のMSVとして「ペズン・バーザム」という名前が記述されている。この一覧は『A.O.Z』や近藤和久のオリジナルMSなども掲載しているが、バーザムはこれのみである。
バンダイナムコゲームス『機動戦士ガンダム ギレンの野望 アクシズの脅威V 公式コンプリートガイド』
バーザムにペズン工廠製の亜種が存在すると解説されている。ただし、バーザム改をペズン製とする情報は存在しない。なお、この記述も含め、本書はゲームや既存資料に存在しない設定が多数掲載されている。
このように設定資料ではない媒体で断片的な掲載があったが、『センチネル』以外にリファイン版バーザムを掲載した資料は非常に少ない。
漫画『機動戦士ガンダムUC 星月の欠片』では、宇宙世紀0096年のトリントン基地の戦闘において、パーツが不足した無人機が囮として使用され、『センチネル』以外のストーリー作品では初めてバーザム改が登場した。本作とストーリーがリンクする『機動戦士ガンダムUC『袖付き』の機付長は詩詠う』ではテレビ版バーザムが登場している。同じくリンクする『機動戦士ガンダム U.C.0094 アクロス・ザ・スカイ』ではリファイン版バーザムがテレビ版バーザムと同時に登場し、初めて明確にバリエーション機として扱われた。しかし、この一連の作品でもバーザム改の解説は存在せず、「バーザム改」という呼称も使用されていない。
もともと別機体という扱いではないため、複数のゲームで『センチネル』ではなく『機動戦士Ζガンダム』のバーザムとして、テレビ版に代わって登場していたが、『機動戦士ガンダム オンライン』ではバーザム改の名でバーザムに先んじて登場しており。
『機動戦士ガンダム バトルオペレーション2』においては、「バーザム」、「バーサム改」共にグリプス戦役後期にジムIIに代わる主力量産機としてガンダムMk-IIのオリジナルデータを基に再設計した機体とされているが、ジムII相応の生産コストを実現するために基本構造を簡略化したバーザムに対して、バーザム改はティターンズ内部の開発スタッフが量産型ガンダムMk-IIを目指して再設計したバーザムの別仕様機として区別がされている。
このほか、「ホビージャパン」の2013年11月号には、新たにカトキハジメによって描き起こされたリファイン版バーザムのイラストが掲載された。このイラストでは頭部が『ROBOT魂』のものとほぼ同一のものに変更されており、設定上の扱いは示されていないが、テレビ版と共通点のあるものとなっている。また、『ROBOT魂』バーザム改の掲載された2015年11月号のイラストでは頭部が『センチネル』に準じた形状で描かれているが、こちらもトサカの形状のみテレビ版のままであり、ROBOT魂バーザム改の実物とも違うデザインになっている。このいずれもスペック表が併記されているが、数値は『センチネル』から変更され、テレビ版のものになっている。
シールドを装備しているという設定はなかったが、『GFF』では商品の仕様上はMk-IIのシールドを保持できるようになっており、一部ゲームでも同型のものを所有していた。ROBOT魂バーザム改では正式にバーザム用の装備として付属している。
なおROBOT魂の商品箱にはNEW DECIDESの表記がある。

## バーザム (A.O.Z ver.)
雑誌企画『ADVANCE OF Ζ ティターンズの旗のもとに』で藤岡建機によって描かれた。全体的なデザインはテレビ版に近いが、頭部や胴体の構造に相違点があり、肩にフレームらしいものが露出している。なお、"A.O.Z ver." という名称は『ガシャポン戦士NEXT』で商品化された際につけられたものであり、『ティターンズの旗のもとに』で使用されたものではなく、作中に固有の名称は特に存在しない。「『A.O.Z』シリーズでの登場」で述べた経緯の通り、『ADVANCE OF Ζ ティターンズの旗のもとに』ではT3部隊の影響が残る機体として紹介されているだけで、詳しい設定はなかった。ウェブ企画『A.O.Z Re-Boot』では、再デザインと同時に以下の設定が追加された（型式番号：RMS-154 / RX-154）。
ガンダムTR-1［ヘイズル・アウスラ］に次ぐ次世代主力機となるガンダムTR-S［ヘイズル・フレア］の完成の遅れから暫定的な主力機が必要となり、生産施設を移転し、実験的あるいは高コストなパーツを簡易化した廉価版として開発される。アウスラはジム系のアップデート機であるが、本機は世代の変化に合わせて強化パーツの装着母体をガンダムMk-II（同機から発展した新型のムーバブルフレームともいわれる）に設計変更しており、さらに仕様をMk-IIに近づけた改良型も存在する。
胴体部にハイエンドパーツを装着することで、アウスラ同様既存の第2・第3世代MSを凌駕する性能を獲得しており、ドラムフレームを中心とする胴体部の構造は、変形機構が省略されたもののTR-Sに近い。胸部複合装甲の下には、ガンダムTR-6と同じ脱出ポッド「プリムローズII」が搭載されており、ドラムフレームを介してウィング・バインダー（MS時のテール・スタビレーター）と接続されている。また、股間部の装備はオプション換装式となっている。
TR計画で開発された換装システムを採用しているため、既存機やTR系各種強化装備との互換性が高い。しかし、グリプス戦役では限定的な投入に留まっており、この長所は有効活用されていない。また、以下のようにTR計画で開発された素体用強化パーツがフィードバックされている。
- 胸部複合装甲、強剛性腕部ラッチ - ロゼット強化陸戦形態（試作プラン）[注 22]
- 脱出ポッド、武装 - 緊急脱出ポッド［プリムローズ］
- 腰部装甲、ドラムフレーム - プロトタイプ・アッシマーTR-3［キハール］、ガンダムTR-6［ウーンドウォート］
- 頭部強化型センサー、股間部汎用ラッチ、脚部大型スラスター、ヒール・ノズル - ハイザック［ヴァナルガンド］[注 23]、ガンダムTR-1［アドバンスド・ヘイズル］

バックパックの中心部には小型オプション用のマウントラッチがあり、地球連邦軍規格の大小プロペラントタンクの取付部品、各種武装、支援用火器、姿勢制御用ユニットといった各種装備が装着可能となっている。なお、フルドドIIなど強度を必要とする大型オプションを装着する場合は、ドラムフレームに直接接続する。

### バーザム・ブラックヘアーズ特殊任務仕様
BARZAM [Black Hares]
『A.O.Z Re-Boot』の「Special issue」に登場（型式番号：RMS-154）。ティターンズ内の秘密特殊部隊「ブラックヘアーズ」に配備された、先行量産型に当たる機体。頭部にはジム・スナイパーIIやのちのジェガン（エコーズ仕様）と同等の可動式ゴーグル・センサーを装着、胸部に装甲を追加、バックパック上部にスラスター・ユニットが追加され機動性が強化されている。バーザム改と同様に腕部がガンダムMk-IIと同型であり、武装もバーザム改を踏襲する。下半身は下記のレジオン鹵獲仕様と同仕様である（設定されたのは鹵獲仕様が先）。部隊カラーの漆黒を基調に、一部が白とオレンジ・イエローに塗り分けられている。グリプス戦役の中盤から、エゥーゴに対する各作戦の支援に暗躍する。

### バーザム（レジオン鹵獲仕様）
『A.O.Z Re-Boot』および漫画『A.O.Z Re-Boot ガンダム・インレ-くろうさぎのみた夢-』に登場（型式番号：ARZ-154）。ティターンズ残党と合流した火星のジオン残党組織「レジオン」が運用する仕様。スラスターや股間部の仕様が若干変更されているほか、火星での移動用に脚部にホバー・ユニットが増設されている。また、両肩にガンダムTR-6と同型のウェポン・ラックを追加して、ヘイズル・アウスラのミサイル・ポッドなども装備可能。これらの変更は、元来の換装システムの範疇である。また、作中では新たに大型のビーム・ライフルも使用している。カラーリングは赤と黒を基調に、一部が白で塗り分けられている。
おもに、アリス親衛隊に次ぐエリート部隊であるアリス特務部隊に配備される。レジオン建国の象徴であるガンダムTR-6と系譜の近い本機に搭乗することは、レジオンの兵士にとって名誉なこととされる。本来の換装能力を活かし、フルドドIIや後述のグランユニット、アクアユニットといったTR系各種強化パーツを装着して運用され、グリプス戦役後に開発されたジオンマーズの次世代型MSを圧倒するほどの活躍を見せている。

### グラン・バーザム
GRAN-BARZAM
『A.O.Z Re-Boot』および『くろうさぎのみた夢』に登場。レジオン仕様のバーザムの下半身に「グランユニット」と呼ばれる大型のホバー移動装置を装着した仕様。グランユニットは汎用装備であり、後述のバーザムII（装備時の名称はグラン・バーザムII）をはじめグラン－マラサイやグラン－ザックと共用である。

### アクア・バーザム
AQUA BARZAM
『A.O.Z Re-Boot』および『くろうさぎのみた夢』に登場（型式番号：RMS-154M / RX-154M / ARZ-154M / RMS-154+ARZ-124HB II M）。「バーザム・アクア・ラーII (BARZAM RAH II AQUA)」とも呼ばれる。バーザムの肩部や腰部などに、「アクアユニット」と呼ばれる水中戦用強化装備（単体でもアクア・ハンブラビIIととして運用可能）を装着した仕様。アクアユニットも汎用装備であるが、TR計画での運用を前提に開発されたバーザムとは特に相性がよい。現地での装備換装にも対応しているが、事前に運用が確定している場合は必要に応じて機体本体にも、頭部にゴーグルを装着、コックピットの気密外装や関節のシーリングといった耐水加工がほどこされる。突出した両肩および頭部のシルエットから「三叉戟（トライデント）」とも呼ばれる。武装はフェダーイン・ライフルの水中仕様であるバハル・ライフルを携行、銃身の周囲に4本の銛が配されている。『Re-Boot』ではレジオン仕様のほかにティターンズ仕様も登場している。

### バーザム高機動仕様“バーベイン”
BARZAM HIGH MOBILITY TYPE "VERVAIN"
『A.O.Z Re-Boot』に登場（型式番号：RMS-154HMC）。宇宙空間における近接格闘戦能力を強化した、バーザムのバリエーション機のひとつ。「バーベイン」という名称はほかのTR計画機と同様の童話に由来し、開発陣からペットネームとして呼ばれる。
下半身をガンダムTR-6［ハイゼンスレイII］用のパーツ（同機が分離した際のボトム・ファイター［ニルドル・ハインII］）に交換している点が特徴で、いずれの機体も胴体部にドラムフレームを有していることからパーツの互換に至っている。［ハイゼンスレイII］同様、下半身を変形させてガブスレイの「中間形態」のような形態をとることも可能。胴体部を構成するプリムローズIIは、この脚部を装着した状態で分離・変形が可能であり、命名法則から［ニルドル・ハインI］と呼ばれる。
頭部にマラサイと同系列の大型のセンサー・ブレード、顎部にバーザム改と同型のオプチカル・シーカー、胸部装甲に拡散ビーム、背部にプロペラントタンクなどの強化パーツを装備。これら強化パーツは通常のバーザムにも装着可能な汎用装備である。主兵装のサッヤード・ライフル（サッヤードはアラビア語で「狩人、猟師」「漁師、漁夫」双方の語義を持つصَيَّاد（ṣayyād, サイヤード）の、日本で流通しているカタカナ表記の一種が由来）はフェダーイン・ライフルをベースとしており、ガンダムTR-1で実験されたのちにガンダムTR-S用に開発されたビーム兵器とオプションの互換性がある。機関部を中心に、バレル（ロング、ショート、連射用）、Eパック、グレネード・ランチャー、ビーム・サーベル、精密狙撃用センサーなどを組み合わせることで、あらゆる戦局に対応できる。本機が装備するのは火力強化型で、ツイン・タイプEパックやロング・バレル、センサー、ハイパー・ナパーム、鎌用サーベルなどを装着し、総合的な戦闘能力が強化されている。さらに、ガンダムTR-6［キハールII］と同型のシールドを装備する。確認できる機体の素体はレジオン鹵獲仕様と同様であるがホバー・ユニットは未装備で、カラーリングはガンダムTR-1［ヘイズル］1号機を踏襲した「テスト・カラー」となっている。

#### バーザム高機動仕様“バーベイン・ラーII”
バーベインとハンブラビIIが合体した、高機動戦闘能力のさらなる向上を目指した形態（型式番号：RMS-154HMC）。ビーム・キャノンと大出力バインダーが両肩のドラムフレームに接続され、自由に可動する。ハイメガ・キャノン・ユニットは、本体のドラムフレーム後方に固定された隠し腕で保持される。顎部には［ハイゼンスレイII］同様のチン・ガード（先端は除去）を装備する。確認できる機体はブラックヘアーズ・カラーとなっている。

### バーザム（SSD実験仕様）
BARZAM (SSD Expelimental Specification)
『A.O.Z Re-Boot』に登場（型式番号：RMS-154）。鹵獲・改修されたバーザムに、SSDがフレア・ユニットを追加装備した大気圏内降下運用実験仕様。頭部のゴーグル型センサーなど、ジェガンとの互換性を重視した改装がなされている。カラーリングはライト・グレーを基調に、一部青と黄色に塗り分けられている。

### バーザムII
『A.O.Z Re-Boot』および『くろうさぎのみた夢』に登場。ガンダムTR-6の換装形態のひとつで、機種統合計画においてジム系やバーザムなどの連邦系量産MSの代替後継機として用意された形態。バーザムの四肢を使用する。

## バージム
BR-GM
福地仁が、漫画『ダブルフェイク アンダー・ザ・ガンダム』と平行して『MJ』で連載していたメカ紹介コーナー「MS90'S」にて、オマケとして描いたのが初出（型式番号：MSA-008 / RGM-87）。初出時には「BR-GM」という英文表記と「バーザム」というカタカナ表記のみがあり、カタカナでの「バージム」表記は『ENTERTAINMENT BIBLE.3』が初出となる。
バーザムのエゥーゴやカラバ仕様で、のちに地球連邦軍に制式採用された。画稿は前向きの白黒イラストが1枚のみであるが、テレビ版バーザムのデザインを元に、頭部のゴーグル型のセンサーをはじめ、ジム系の特徴が多く見られる。その後、『ダブルフェイク』本編でもサイド2のコロニー内の防衛隊として、数コマ登場している。
掲載された資料がほとんどなく、開発経緯や採用時期などの大部分が明らかにされていなかった。『ENTERTAINMENT BIBLE.3』ではバーザムの「発展型」という表現がある。ゲーム『SDガンダム GGENERATION-F』ではバーザムの「発展改良型」であるが「汎用試作型」ともされる（同ゲームでは、バーザムのものと異なるビーム・ライフルと、ビーム・サーベルを装備）。初出から34年後、雑誌『ガンダムエース』掲載の「月刊モビルマシーン」（漫画『機動戦士ガンダムF90 ファステストフォーミュラ』の関連企画）において、下記の設定が発表された。
量産を想定した初の連邦製第2世代MSであるバーザムは、連邦正規軍によって第一次ネオ・ジオン戦争でも運用される。そのままの仕様で投入された機体も少なくないが、現場はティターンズの兵器を使うことを嫌ったため、ブッホ・エアロダイナミクス社と、コロニー公社を通じて同社と深い関わりのあるサイド2のナムスド研（0107年にサナリィに吸収）によって改修がおこなわれる。バーザムは機体が高度にモジュール化されており、頭部レイアウトを容易にジム・カスタムに近付けることが可能であった。0088年3月にエゥーゴおよびカラバがMSA-008として採用、やや遅れて正規軍がRGM-87として制式採用する。頭部ユニットのみを小改造した機体はA型、ジムIIIとのパーツの共用性を高めて再設計したものはB型と呼ばれる。

### バージム（C2型）
漫画『ファステストフォーミュラ』に登場。
0093年10月にブッホ・エアロダイナミクス社がサナリィと提携したあと、TR計画研究者を多く受け入れたナムスド研が、精鋭部隊向けでなく、整備やパーツ調達も容易な第2世代MSとしてさらに再設計したC型を、ジェガンJ型に準じる形でジェネレーターを換装した近代化改修機。オールズモビル戦役でも後方のコロニーに数機配備され、0146年当時でもサイド2連合で運用している国家も少なくない。外観は『A.O.Z Re-Boot』版がベースになっており、バージムと比較して胸部など原型機そのままの部分が多い。カラーリングはジム系を踏襲し、白と赤を基調に一部黄色で塗り分けられている。
作中での活躍
宇宙世紀0115年末、特殊部隊「ファステストフォーミュラ （FF)」の旗艦「フェア・レディ」の危機に際してギデオン・ブロンダン大尉が搭乗し、サイド2コロニー「アメリア」から94式ベースジャバーに乗ってリー・シャオメイ少佐のギラ・ドーガ改とともに駆け付ける。武装はジェガンのビーム・ライフルと、ビーム攪乱幕弾などを装填したハイパー・バズーカを携行する。
0116年にはサイド1コロニー「バーラト」で暴動を起こしたエゥーゴOBのMSとして、鎮圧に出撃したFF隊をガンキャノン・ディテクターやネモIIIとともに宇宙で迎え撃つが、パイロットは投降する。武装はガンダムTR-1［ヘイズル・ラー］のロング・ブレード・ライフルと、ネモのシールドを携行する。モノクロで詳細は不明だが、カラーリングは上記と異なる。

#### バージム・マハウス
漫画『ファステストフォーミュラ』に登場（型式番号：RGM-87CR）。名称はケルト神話に因む。
C2型をベースに、左目にジェガン（バーナム所属機）と同様のブッホ・エアロダイナミクス社製センサー・アイを増設した機体。初期モデルのジェガンに匹敵あるいは凌駕する性能を発揮したとされる。0116年仕様はビーム・ランスを装備する。カラーリングはジェガン（バーナム所属機）同様、濃淡の紫を基調に一部グレーで塗り分けられている。
作中での活躍
0114年に「バーナムの森」が、少なくとも3機運用している。ジェガンのビーム・ライフルとシールドを携行する。

## ムーシカ
スマートフォンゲームアプリ『機動戦士ガンダム U.C. ENGAGE』に登場するゲームオリジナルMS（型式番号：NRX-044BZ）。メカニックデザインは倉持キョーリュー&スタジオGS。
アッシマーは性能面での評価は高いが、通常MSと比較した際の生産コストの高さが問題のひとつとされる。そのため、ほかのMSとの連携運用による新たな可能性が検討され、バーザムの発展案のひとつとして計画が組み込まれる。
開発された試作機は、アッシマーの変形機構に採用されているドラム・フレーム構造をムーバブル・フレーム構造に置き換えるためにバーザムを素体として利用し、独自構造を廃することで生産効率を向上させることを主眼としている。アッシマーの部品を流用した有人のサブフライトシステム「ムーシカ・ベース」とバーザムが状況に応じて分離・合体することで、機動性の強化と耐弾性の向上を両立しているのが特徴である。塗装は濃淡グレーを基調に、一部が黄色と赤で塗り分けられている。

## バーザムコマンダーカスタム
ホビージャパン発行の雑誌「ホビージャパン」の連載『MOBILE SUIT in ACTION ジオンの星』第2回に登場した機体。デザイン・作例は揚田幸夫。イラストは根楠人みつあき。
バーザムの開発途上のプロトタイプで、キリマンジャロを哨戒しているガルダ級「ハービィ」に所属する元ジオン兵士の部隊、地球連邦軍第13独立機動戦隊「ドラグゥン13」（DRAGOON13）の指揮官、ラス・ハンニバル大佐の搭乗機となる。マラサイと比べてガンダムMk-IIの流れを汲む機体と見られているほか、パワーは量産タイプより約11パーセント向上していると言われる（ともに小説中の記述）。
バックパックに高速用ジェットノズルを、肩部および脚部にホバリングノズルを増設したことにより、超高速機動が可能。武装はガンダムMk-IIのものを改良した頭部バルカン・ポッドと、ガルダ用のものを改造した携行型リニア・レールガンを持つ。また、股間パーツはメガ粒子砲（出力5.4Mw）とされている。頭部のツノ（トサカ）は高コストの複合センサーユニットであり、一般機には支給されない。
なお、記事中ではバーザム自体の設定が独自のものになっている。バーザムは宇宙空間において可変MAに匹敵する機動性を発揮できる量産機を目指して開発されていた汎用機体で、地上戦タイプもテストされていたがテスト段階で断念し、汎用型として量産されたという。このプロトタイプの1機の改修機がコマンダーカスタムである。
『ジオンの星』は第3話までの一部内容がムック『別冊 MOBILE SUIT GUNDAM ΖΖ』に収録されており、これに際しコマンダーカスタムはタキシードテイル（リアスカート）が手持ちのシールドになるギミックが追加されている。

## その他のバリエーション

### 「エニグマ始動」登場機
ゲームブック『機動戦士ガンダムΖΖ vol.3「エニグマ始動」』に登場。バーザムをシェイプ・アップした機体で、正式名称は作中で語られていない。
バーザム配備開始当時の主力機だったマラサイおよびハイザックとの間にパーツの互換性を持たせることを目的とした派生型で、反応炉とジェネレーターがより低出力なマラサイと同型のものに変更された。『エニグマ始動』におけるバーザムは、機体と比較して大きい動力系を搭載したことが災いして、敏捷性や機体バランスが悪いという欠点を有していたとされるが、この改造によってバランスの改善や機動性の向上などがなされており、推力と火力の低下を差し引いても余りある改善を見せている。グリプス戦役終結後に地球連邦軍への配備が進められており、宇宙世紀0089年にウェールズで発生したティターンズ残党のクーデターの際、鎮圧のために投入されている。